# Syllis pontxioi
Syllis pontxioi är en ringmaskart som beskrevs av San Martín och López 2000. Syllis pontxioi ingår i släktet Syllis och familjen Syllidae. Inga underarter finns listade i Catalogue of Life.